# Dolmen de Goudère
Le dolmen de Goudère est un dolmen situé au lieudit Goudère sur la commune de Gabre, dans le département de l'Ariège en France.

## Historique
Il s'agit une nécropole néolithique située au nord du village.
L'édifice est classé au titre des monuments historiques par la liste de 1889.